# Simone Aubry Beaulieu
Simone Aubry Beaulieu, née le 5 août 1917 (Montréal) et morte le 9 février 2006 (Montréal), est une peintre québécoise.

## Biographie
Simone Aubry Beaulieu étudie au couvent d'Outremont ainsi qu'à l'École des beaux-arts de Montréal (1942). Elle obtient le 1er avril 1949, le 1er prix de peinture des Concours artistiques de la Province de Québec. Elle est absente du Canada pendant plus de 30 ans car son mari Paul Beaulieu est diplomate dans différentes villes dont Washington (1942-1945), Paris (1945-1949), Boston (1949-1952), Ottawa,  Londres (1954-1958), Liban, Irak (1958-1964), Brésil (1964-1968), New York (1968-1969), France (1969-1971) et au Portugal (1971-1973). 
Son fonds d'archives est conservé à Bibliothèque et Archives nationales du Québec.

## Musées et collections publiques
- Musée de la civilisation, Québec[3]
- Musée national des beaux-arts du Québec[4]

## Expositions
- Galerie Pierre Morihien, Paris, 1947
- Simone Beaulieu : peinture et dessins, Cercle universitaire, Montréal, octobre 1948
- Boston, 1950
- St Georges Gallery, Londres, 1953
- Galerie Barcinsky, Rio de Janeiro, Brésil, 1966
- Simone Aubery-Beaulieu, Galerie de Montréal, janvier 1973
- Simone Aubery Beaulieu, The Robertson Galleries, Ottawa du 16 février au 2 mars 1973[5]
- Galerie Georges Dor, 1976